# Thomas Ashton, 1. Baron Ashton of Hyde
Thomas Gair Ashton, 1. Baron Ashton of Hyde (* 5. Februar 1855 in Fallowfield, Manchester, Lancashire, England; † 1. Mai 1933 in Robertsbridge, Sussex, England) war ein britischer Politiker, Unternehmer und Peer.

## Leben und Karriere
Ashton stammte aus einer Familie, die seit vielen Jahren Baumwollfabrikanten waren. Er besuchte die Rugby School und studierte dann am University College der University of Oxford, bevor er in den Familienbetrieb einstieg. Von 1885 bis 1886 war er Abgeordneter für den Wahlkreis Hyde im House of Commons. 1886 trat er erfolglos erneut für diesen Sitz an. 1895 bis 1911 vertrat er im Parlament den Wahlkreis Luton. Er war auch Friedensrichter von Cheshire und von Sussex. Am 28. Juni 1911 wurde er zum Baron Ashton of Hyde erhoben und erhielt dadurch einen erblichen Sitz im House of Lords.
Seit 1886 war Ashton mit Eva Margaret James verheiratet. Das Ehepaar hatte insgesamt vier Kinder. Er starb im Mai 1933 im Alter von 78 Jahren.